# Lupettiana linguanea
Lupettiana linguanea là một loài nhện trong họ Anyphaenidae.
Loài này thuộc chi Lupettiana. Lupettiana linguanea được miêu tả năm 1997 * bởi Antonio D. Brescovit.